# An Tắc
An Tắc (tiếng Trung: 安塞区, Hán Việt: An Tắc khu) là một quận thuộc địa cấp thị Diên An (延安市), tỉnh Thiểm Tây, Cộng hòa Nhân dân Trung Hoa. Quận này có diện tích 2950 km2, dân số 150.000 người, độ cao tương đối so với mực nước biển bình quân 1200 m. Đại bộ phần diện tích huyện này là miền núi, có địa hình điển hình của cao nguyên Hoàng Thổ của Thiểm Tây. Quận An Tắc có mã quận 610624, mã bưu chính 717400. Trụ sở chính quyền đóng tại nhai đạo Trấn Vũ Động. Các đơn vị hành chính thuộc quận An Tắc gồm có 1 nhai đạo, 5 trấn, 10 hương. Quận này trước đây chủ yếu là quận nông nghiệp nhưng do có nguồn dầu mỏ và khí thiên nhiên nên ngành dầu khí đã trở thành ngành chủ đạo trong kinh tế của An Tắc.